# ترتیزک زرد (سرده)
ترتیزک زرد (نام علمی: Rorippa) نام یک سرده از تیره شب‌بویان است.